# Ram-Dao
Pour les articles homonymes, voir RAM.
Ram-Dao (ou rāmdāo) est une épée traditionnelle bengale, originaire du Népal, et encore utilisé en Inde et au Bengladesh.
Elle est généralement utilisée pour des sacrifices d'animaux. La lame incurvée est conçue pour décapiter un animal en un seul coup.

## Histoire
Dans le culte de la déesse Kālī, comme celui des autres déesses indiennes qui sont vénérées pour leurs pouvoirs de génération, le sacrifice du sang est régulièrement mentionné, et était autrefois perpétré avec des armes telles que le rāmdāo. 
Cette épée très lourde a été utilisée pour décapiter le buffle sacrificiel en commémoration de la mise à mort du démon de buffle, Mahisha, par le géniteur de Kālī, Durgā. Pour les animaux plus petits, tels que les chèvres, les armes utilisées étaient des épées plus légères du type kartrī ou churī.
Dans la tradition hindouïste, les animaux sacrifiés pendant le culte sont instantanément libérés du douloureux cycle de renaissance auquel les hindous pensent que toutes les créatures vivantes sont soumises. Les sacrifices sont destinés à nourrir la déesse et à lui assurer les bénédictions de la vie.

## Caractéristiques
L'oeil gravé sur la lame indique la présence de la déesse, et veille au sacrifice. La projection en forme de bosse au-dessus de l'œil sur le bord arrière du rāmdāo représente le chapeau à glands du démon de buffle vaincu. On voit parfois aussi le chapeau dans les peintures de Durgā, flottant au-dessus de sa tête alors qu'elle affronte des armées de démons, comme symbole de sa victoire sur Mahisha. 

## Dans la culture générale
- Dans Berserk, l'arme de Zodd est une rāmdāo.
- Dans Eternal Darkness l’arme de Karim est orthographiée Ram Dao.